# Barraux
Pour les articles ayant des titres homophones, voir Barrot, Barot, Barraud, Barrault, Barreau (homonymie) et Barrow.
Barraux est une commune française située dans le département de l'Isère, en région Auvergne-Rhône-Alpes.
Ses habitants sont les Barrolins.

## Géographie

### Situation

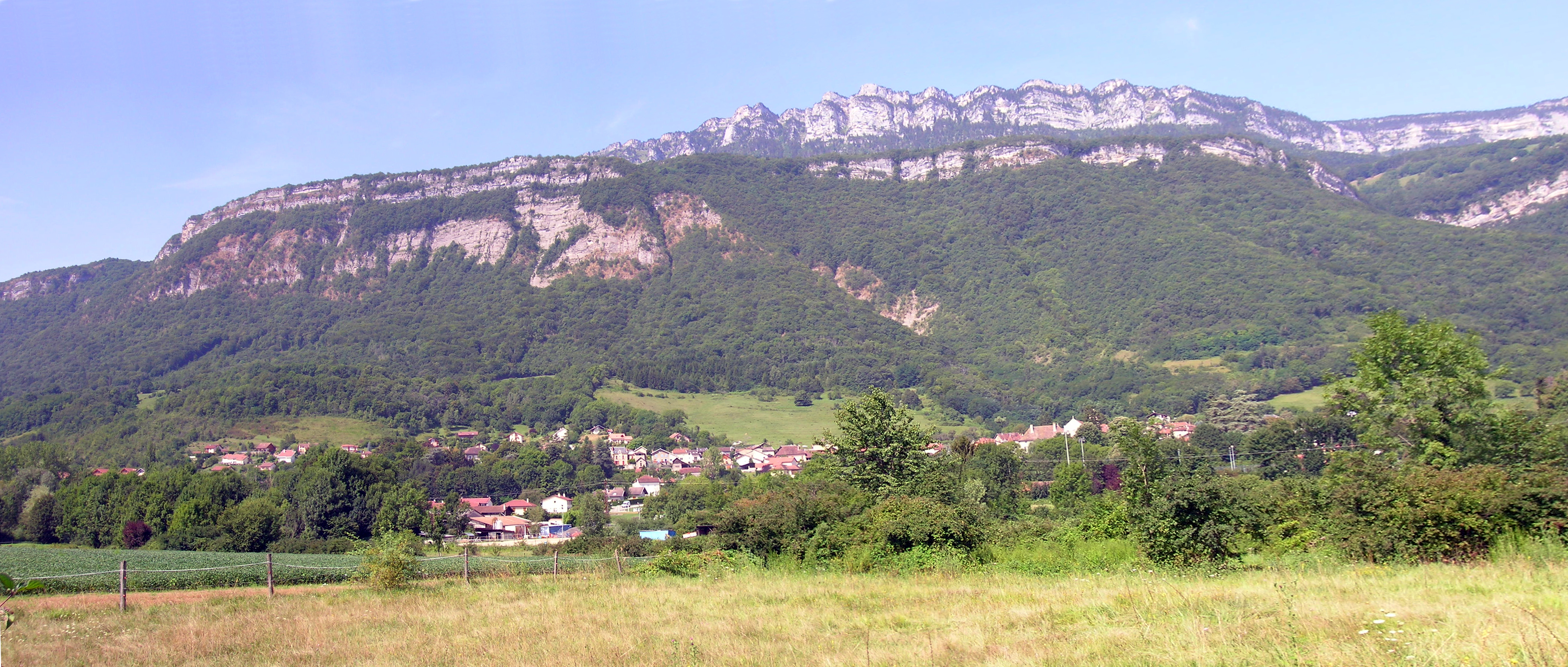
Vue générale de Barraux.

Barraux est un village situé dans la vallée du Grésivaudan mais surtout en surplomb de celle-ci (seul le quartier de la Gache est dans la vallée). Le centre du village est situé à 3 km de Pontcharra, petite ville de 7 320 habitants au cœur de la grande vallée du Grésivaudan. Barraux est située à 22 km de Chambéry et à 35 km de Grenoble. Les communes limitrophes de Barraux sont Sainte-Marie-du-Mont, La Buissière, La Flachère, Pontcharra et Chapareillan.
La commune fait partie du parc naturel régional de Chartreuse.

### Communes limitrophes
| Chapareillan                      | Chapareillan | Pontcharra   |
| Chapareillan Sainte-Marie-du-Mont | Barraux      | Pontcharra   |
| Sainte-Marie-du-Mont              | La Flachère  | La Buissière |

Voici ci-dessous une carte représentant le découpage territorial des communes limitrophes :

### Géologie

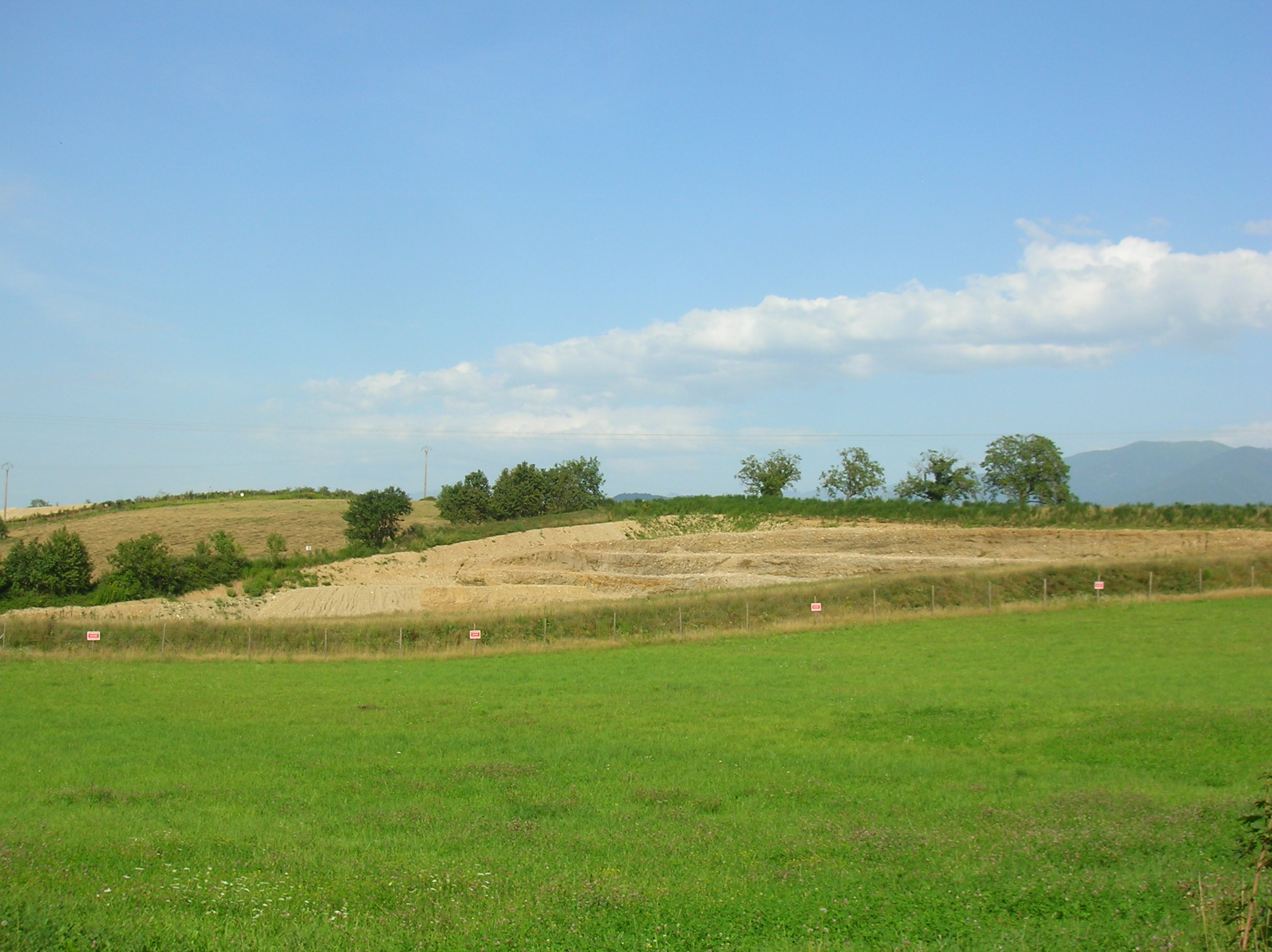
La carrière de sable sous le fort Barraux.

Le « cône alluvial de Chapareillan et la carrière de l'Arénier » constituent un site géologique remarquable de 55,79 hectares sur les communes de Barraux et Chapareillan. En 2014, ce site d'intérêt géomorphologique est classé « trois étoiles » à l'« Inventaire du patrimoine géologique ».
La société cimentière Vicat exploite une carrière de sable à ciel ouvert situé sous le fort.

### Hydrographie
Le bourg est traversé par le ruisseau du Séchident, canalisé au-dessous de la maison Bèque, tandis que le ruisseau des Dégouttés traverse le hameau du Fayet. Autres ruisseaux : La Fourchette, Le Furet, La Maladière, Le Rif Mort. La cascade du Furet est accessible par un chemin balisé.

### Climat
Pour des articles plus généraux, voir Climat d'Auvergne-Rhône-Alpes et Climat de l'Isère.
En 2010, le climat de la commune est de type climat des marges montargnardes, selon une étude du Centre national de la recherche scientifique s'appuyant sur une série de données couvrant la période 1971-2000. En 2020, Météo-France publie une typologie des climats de la France métropolitaine dans laquelle la commune est exposée à un climat de montagne ou de marges de montagne et est dans la région climatique  Alpes du nord, caractérisée par une pluviométrie annuelle de 1 200 à 1 500 mm, irrégulièrement répartie en été. 
Pour la période 1971-2000, la température annuelle moyenne est de 11,4 °C, avec une amplitude thermique annuelle de 19,2 °C. Le cumul annuel moyen de précipitations est de 1 375 mm, avec 9,4 jours de précipitations en janvier et 8,2 jours en juillet. Pour la période 1991-2020, la température moyenne annuelle observée sur la station météorologique de Météo-France la plus proche, « Montmelian », sur la commune de Montmélian à 10 km à vol d'oiseau, est de 12,4 °C et le cumul annuel moyen de précipitations est de 987,3 mm,. Pour l'avenir, les paramètres climatiques de la commune estimés pour 2050 selon différents scénarios d'émission de gaz à effet de serre sont consultables sur un site dédié publié par Météo-France en novembre 2022.

### Voies de communication et transports
Le territoire de la commune de Barraux est traversé par deux voies à grande circulation, l'autoroute A 41 et l'ancienne route nationale 90 qui relient Grenoble à Chambéry (pour l'autoroute) et Albertville (pour (l'ancienne route nationale), selon un axe nord-sud.

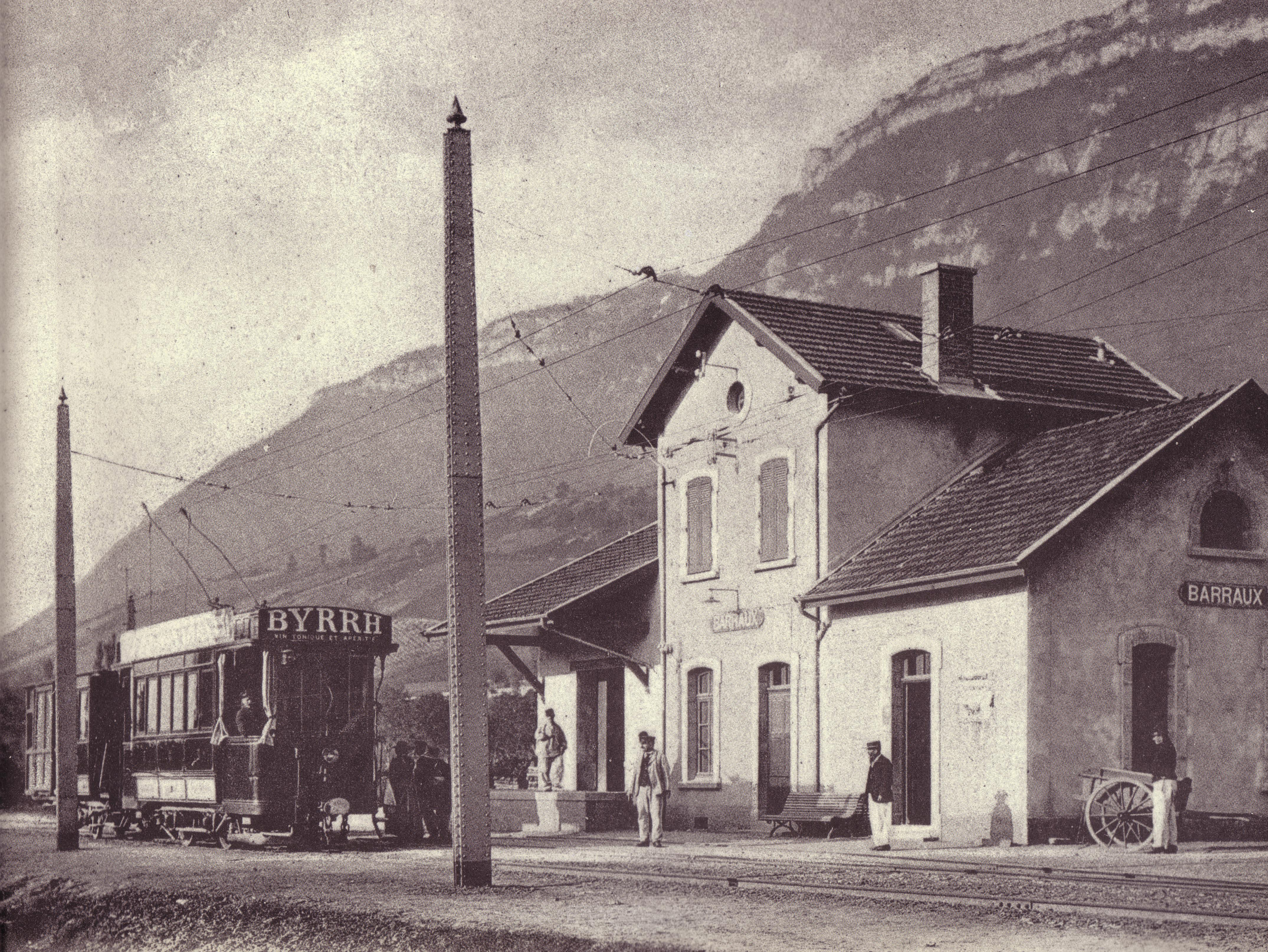
Ancienne gare de Barraux du Tramway Grenoble - Chapareillan.

Autrefois, la gare de Barraux se trouvait sur la ligne du tramway Grenoble - Chapareillan.

## Urbanisme

### Typologie
Au 1er janvier 2024, Barraux est catégorisée petite ville, selon la nouvelle grille communale de densité à sept niveaux définie par l'Insee en 2022.
Elle est située hors unité urbaine. Par ailleurs la commune fait partie de l'aire d'attraction de Grenoble, dont elle est une commune de la couronne,. Cette aire, qui regroupe 204 communes, est catégorisée dans les aires de 700 000 habitants ou plus (hors Paris),.

#### Morphologie urbaine
La commune, dans son ensemble, comprend plusieurs hameaux et lieux-dits, dont:
- le Centre du Village
- la Cuiller
- Beauregard, La Frette
- Le Fayet
- La Gache

Le centre du village de Barraux regroupe les quartiers suivants : Centre Village, Le Carré, la Rua et La Croix.
La Gache est un hameau  situé dans la vallée du Grésivaudan, il est divisé en trois quartiers : La Gache, Le Haut de la Gache et enfin la zone artisanale de La Gache-Pontcharra actuellement en plein développement (environ 20 entreprises sont installées).
Le quartier du Carré étaient autrefois un centre de fabrication de gants d'où le nom de la rue de La Ganterie située au centre qui abritait jadis la plus grande fabrique de gants de la Commune. Un magasin avec une petite fabrique était situé au début de la rue du Fort près de l'école primaire.

### Risques naturels et technologiques

#### Risques sismiques
L'ensemble du territoire de la commune de Barraux est situé en zone de sismicité n°4, à l'instar de l'ensemble des territoires des communes du massif de la Chartreuse et de la vallée du Gréisvaudan.
| Type de zone | Niveau            | Définitions (bâtiment à risque normal) |
| ------------ | ----------------- | -------------------------------------- |
| Zone 4       | Sismicité moyenne | accélération = 1,6 m/s2                |

## Histoire

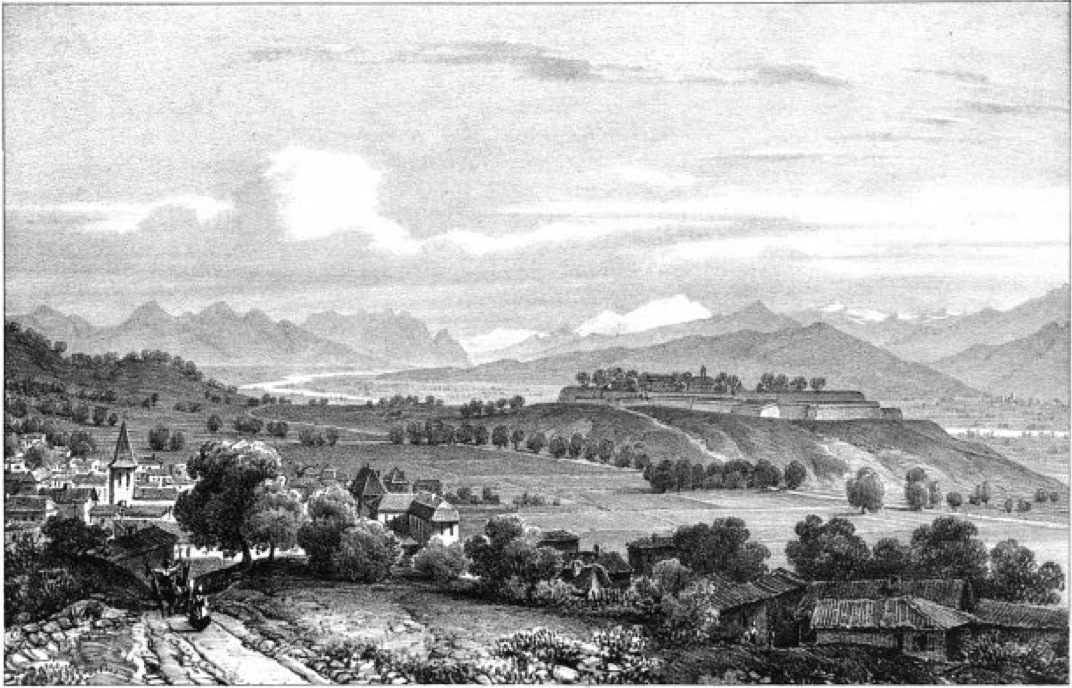
Barraux au XIXe siècle, illustré par Alexandre Debelle (1805-1897).

## Politique et administration

### Liste des maires
1790-1791 Antoine Amar du Chatelard, 1791-1793 François du Verney de Saint Marcel, 1793-1795 Jean Baptiste Rolland,  1795-1800 Louis Gentou,
1800-1807 Louis François Sonnat, 1807-1815 François Louis Bravet, 1815-1816 André Champel, 1816-1818 Charles Gaidioz, 1818-1823 Hugues Dode,
1823-1830 Charles Gaidioz, 1830-1840 François Louis Bravet, 1840-1844 Lowinski de Maximy, 1844-1855 Pierre Friol, 1855-1865 François Vaché
1865-1871 Pierre Heraud, 1871-1881 Lucien Pelloux, 1881-1885 Louis Hippolyte Bravet, 1885-1911 Emile Touvard, 1911-1912 Emile Bertholus, 
1912-1925 Gustave Rivet, 1925-1929 Charles Neyret, 1929-1945 Emile Gonnon, 1945-1947 Louis Martin, 1947-1955 Emile Gonnon, 
1955-1965 Albert Puissant, 1965-1983 Claudius Laurent
| Période                                  | Période | Identité           | Étiquette | Qualité |
| ---------------------------------------- | ------- | ------------------ | --------- | --- |
| Les données manquantes sont à compléter. |         |                    |           | |
| 1983                                     | 2008    | Jean Vettier       |           | |
| 2008                                     | 2020    | Christophe Engrand | UMP-LR    | Conseiller départemental depuis 2015                                                                           |
| 2020                                     |         | Ingrid Beatini     |           | Démission en Avril 2021 de la plupart des conseillers municipaux entraînant de nouvelles élections en mai 2021 |
| 2021                                     |         | Christophe Engrand | UMP-LR    | Conseiller départemental depuis 2015                                                                           |

### Jumelages
Barraux est jumelé avec le village de Lanhouarneau, dans le Finistère.

### Distinctions
- Depuis 2012, pour sa politique de sauvegarde de la population, la ville est labellisée « Pavillon orange »[16] par le Haut Comité Français pour la Défense Civile.

## Population et société

### Démographie
L'évolution du nombre d'habitants est connue à travers les recensements de la population effectués dans la commune depuis 1793. Pour les communes de moins de 10 000 habitants, une enquête de recensement portant sur toute la population est réalisée tous les cinq ans, les populations de référence des années intermédiaires étant quant à elles estimées par interpolation ou extrapolation. Pour la commune, le premier recensement exhaustif entrant dans le cadre du nouveau dispositif a été réalisé en 2005.

En 2022, la commune comptait 2 002 habitants, en évolution de +6,21 % par rapport à 2016 (Isère : +3,07 %, France hors Mayotte : +2,11 %).
| 1793  | 1800  | 1806  | 1821  | 1831  | 1836  | 1841  | 1846  | 1851  |
| ----- | ----- | ----- | ----- | ----- | ----- | ----- | ----- | ----- |
| 1 312 | 1 318 | 1 244 | 1 286 | 1 452 | 1 608 | 2 029 | 1 595 | 1 731 |

| 1856  | 1861  | 1866  | 1872  | 1876  | 1881  | 1886  | 1891  | 1896  |
| ----- | ----- | ----- | ----- | ----- | ----- | ----- | ----- | ----- |
| 1 885 | 1 917 | 1 481 | 1 446 | 1 406 | 1 354 | 1 322 | 1 172 | 1 158 |

| 1901  | 1906  | 1911  | 1921 | 1926 | 1931 | 1936 | 1946 | 1954 |
| ----- | ----- | ----- | ---- | ---- | ---- | ---- | ---- | ---- |
| 1 067 | 1 208 | 1 014 | 794  | 772  | 870  | 788  | 800  | 777  |

| 1962 | 1968 | 1975 | 1982 | 1990  | 1999  | 2005  | 2006  | 2010  |
| ---- | ---- | ---- | ---- | ----- | ----- | ----- | ----- | ----- |
| 800  | 800  | 871  | 939  | 1 214 | 1 474 | 1 713 | 1 752 | 1 862 |

| 2015  | 2020  | 2022  | - | - | - | - | - | - |
| ----- | ----- | ----- | - | - | - | - | - | - |
| 1 876 | 1 983 | 2 002 | - | - | - | - | - | - |

### Enseignement
La commune est rattachée à l'académie de Grenoble.

### Médias
Historiquement, le quotidien à grand tirage Le Dauphiné libéré consacre, chaque jour, y compris le dimanche, dans son édition du Grésivaudan, un ou plusieurs articles à l'actualité de la communauté de communes, ainsi que des informations sur les éventuelles manifestations locales, les travaux routiers, et autres événements divers à caractère local.

### Cultes
La communauté catholique et l'église de Barraux (propriété de la commune) sont rattachées à la paroisse des Saints Apôtres et au doyenné du Haut-Grésivaudan qui sont, quant à eux, rattachés au diocèse de Grenoble.

## Économie
Le commune fait partie de l'aire géographique de production et transformation du « Bois de Chartreuse », la première AOC de la filière Bois en France.

## Culture et patrimoine

### Lieux et monuments
La commune compte deux monuments répertoriés à l'inventaire des monuments historiques et 1 lieu répertorié à l'inventaire général du patrimoine culturel : le fort Barraux et le château du Fayet avec son parc.

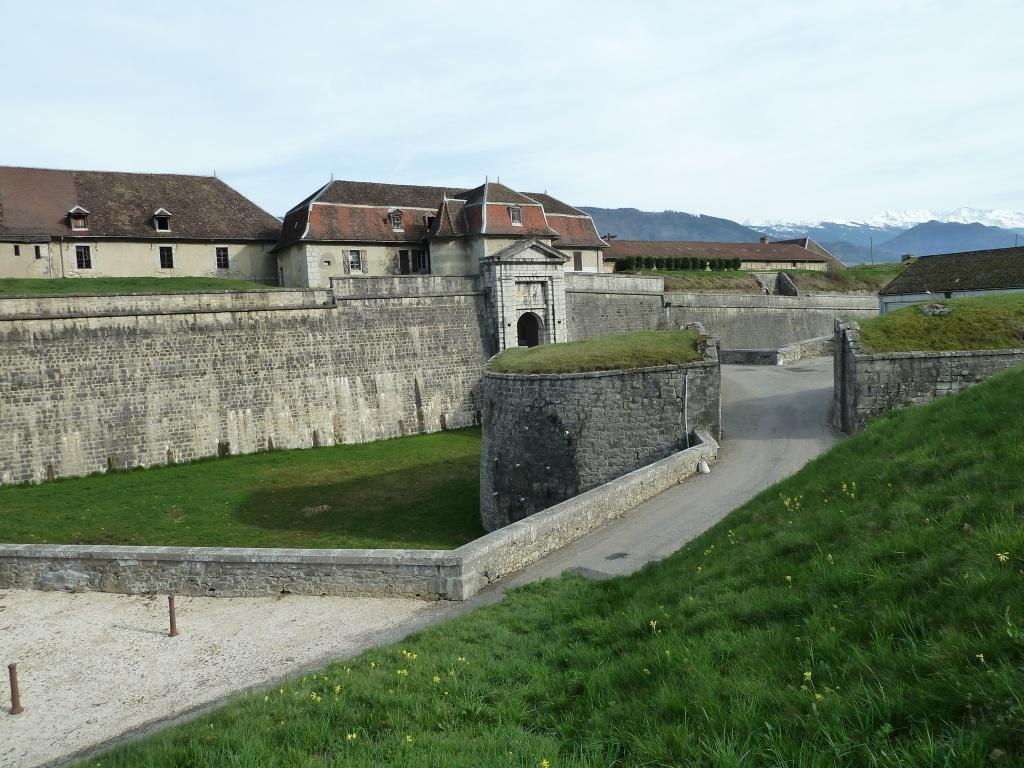
Fort Barraux

#### Fort Barraux
Le fort Barraux, à fortifications en étoile, autrefois appelé fort Saint-Barthélémy, a été construit en 1597 par le duc de Savoie Charles-Emmanuel Ier. L'année suivante, Lesdiguières s'en empare pour le compte du roi de France Henri IV. 
Vauban le visite en 1692 sur ordre de Louis XIV et ordonne des travaux pour consolider la frontière avec la Savoie. Ces travaux sont réalisés et achevés en 1770.
Prison en 1793, Barnave y séjourne.
Entre 1900 et 1933, Barraux est desservi par le Tramway Grenoble - Chapareillan.
Camp d'officiers prisonniers allemands entre 1914 et 1918.
Camp d'internement pour les juifs, résistants et trafiquants du marché noir de 1941 à 1948.
Dépôt de munitions de la division alpine jusqu'en 1988.
La chapelle, l'enceinte, le fossé et le pavillon du fort font l'objet d'un classement au titre des monuments historiques par arrêté du 23 août 1990.

#### Château du Fayet
Le château du Fayet, des XIIe et XVIe siècles, est où Marie Touchet a accouché d'un enfant de Charles IX de France et où est né Louis Laurent Fayd'herbe de Maudave. Gustave Rivet acheta ce château en 1894 et y séjourna surtout dans les dernières années de sa vie. La terrasse et la cheminée du château font l'objet d'une inscription au titre des monuments historiques par arrêté du 4 janvier 1988. Menuiserie remarquable. Il est propriété d'une personne privée.

#### Les autres bâtiments
- Motte castrale du Châtelard[27]
- Maison forte de Barraux[27]
- Château de Barraux, dit de Maximy[27]
- Mairie de Barraux, dans l'ancien prieuré de l'église du XIe siècle[27]

#### Patrimoine religieux
- Église Saint-Martin, église néo-gothique, du XIXe siècle[27]

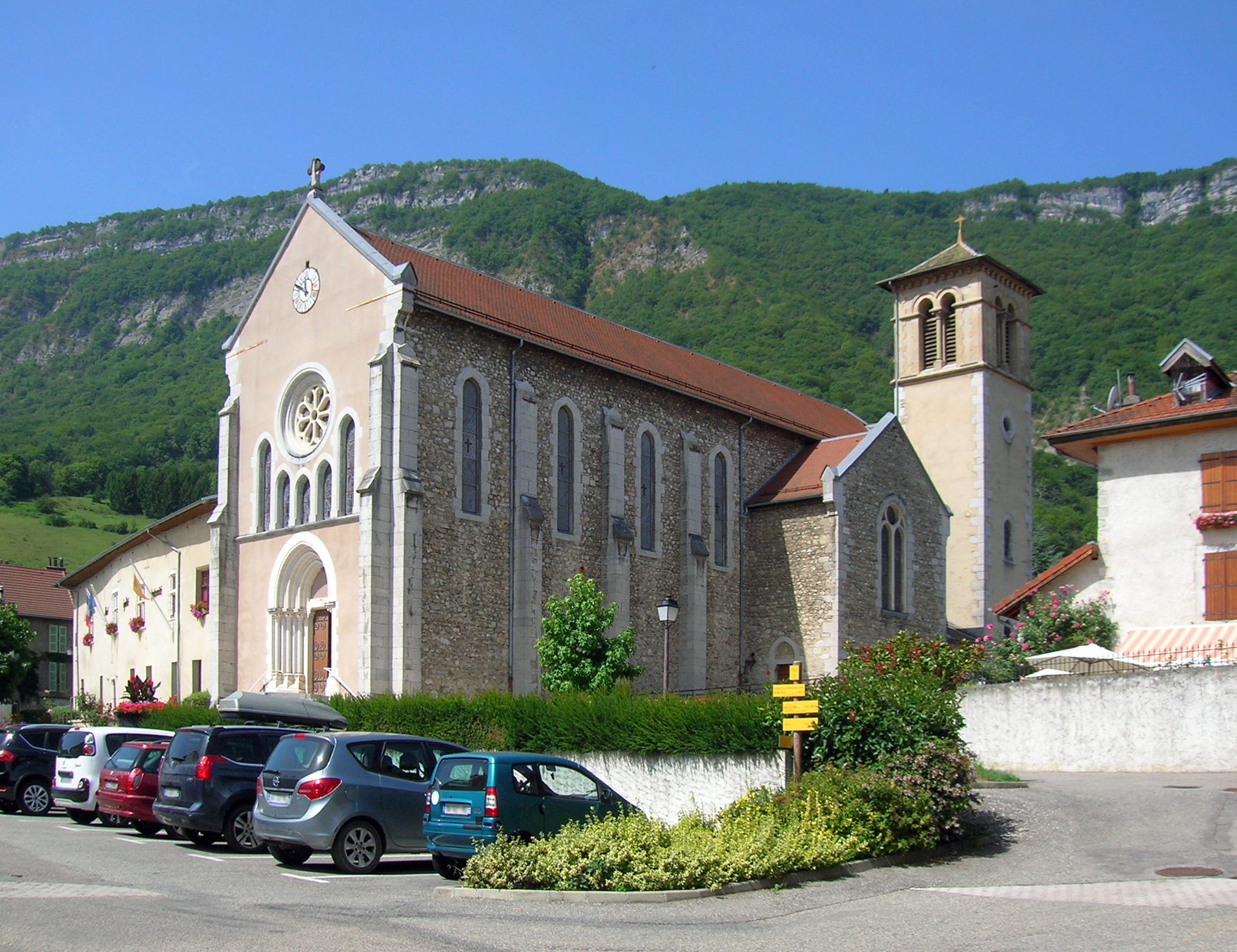
Église néo-gothique du XIXe siècle
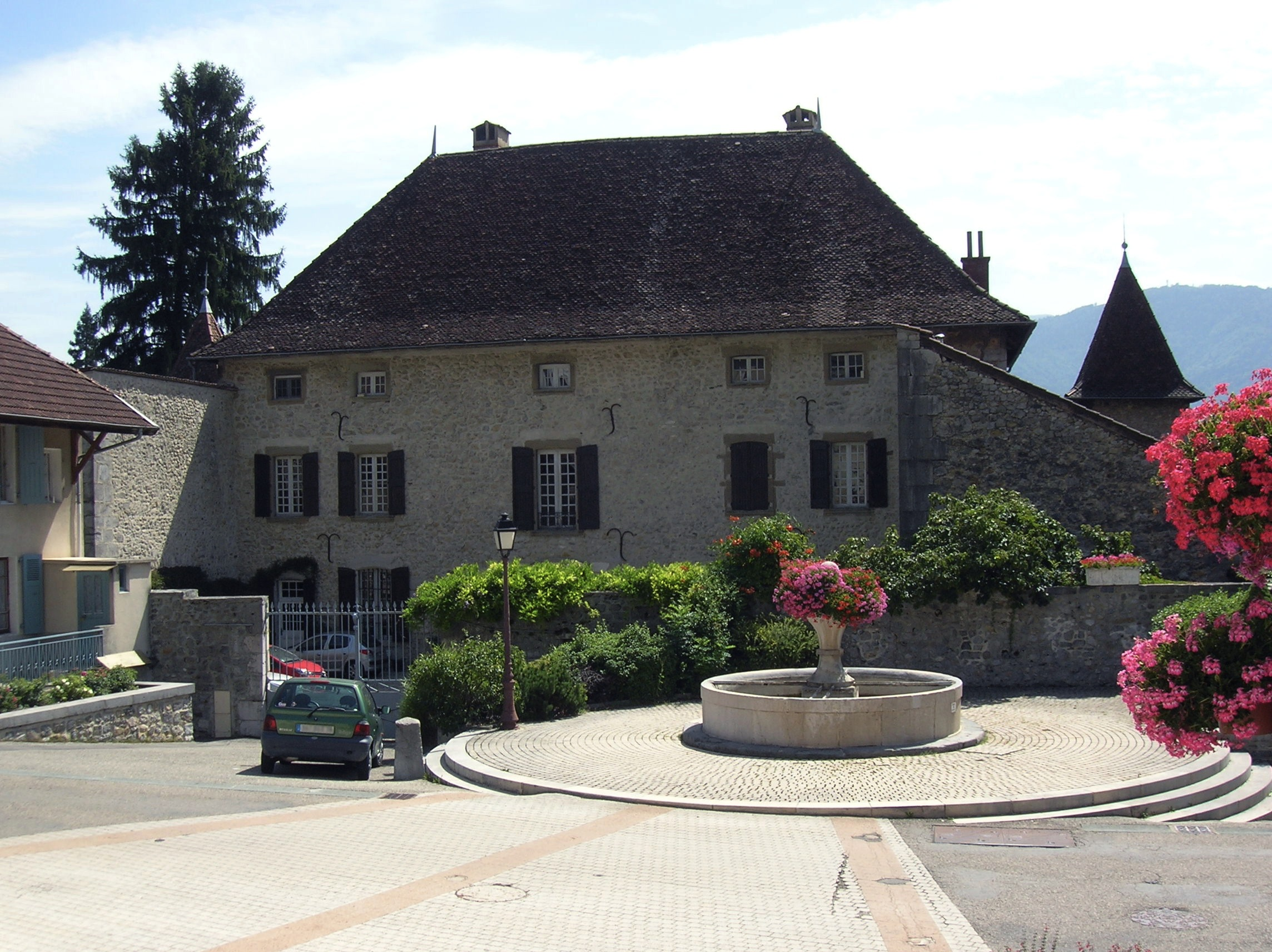
Le château de Barraux et la fontaine.
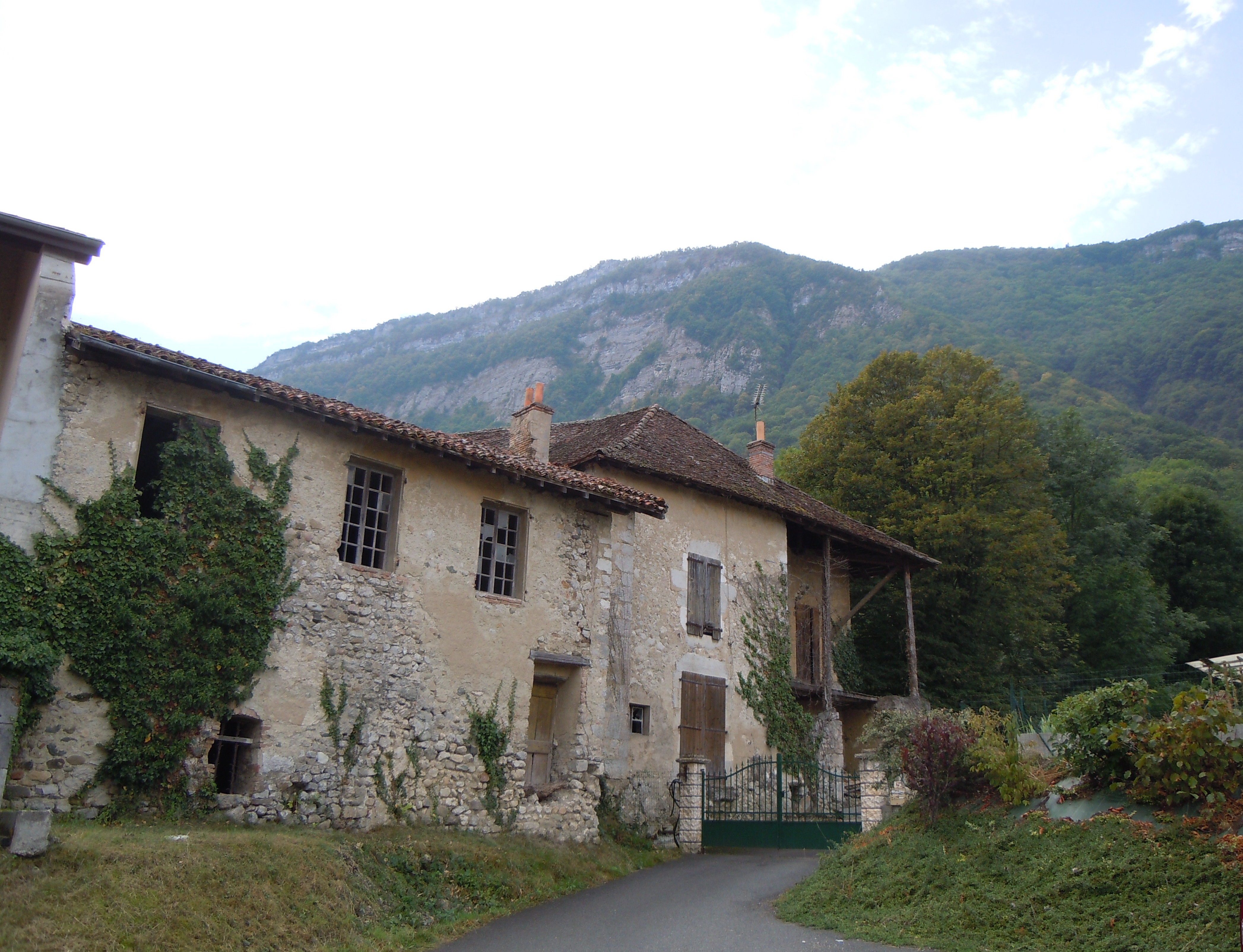
Vieille ferme au centre du village
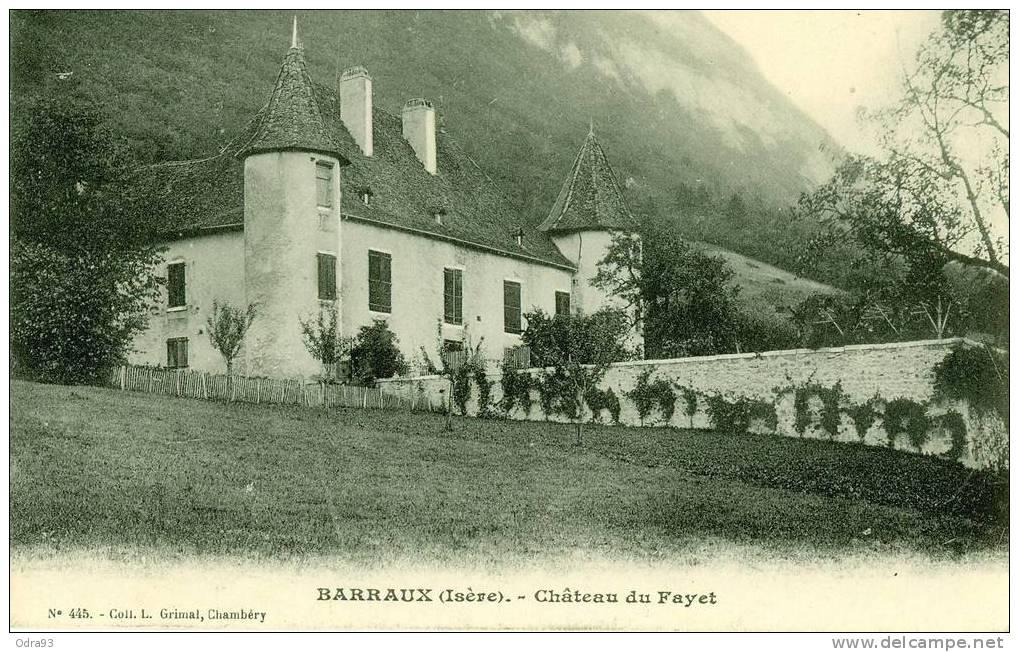
Le château du Fayet au début du XXe siècle.

### Espaces verts et fleurissement
En mars 2017, la commune confirme le niveau « une fleur » au concours des villes et villages fleuris, ce label récompense le fleurissement de la commune au titre de l'année 2016.

### Personnalités liées à la commune

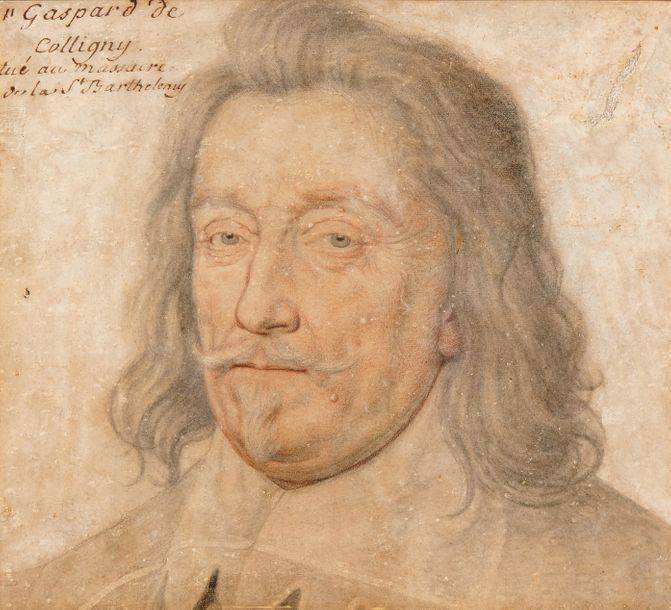
Charles de Valois, duc d’Angoulême

- Hector de Maniquet, seigneur du Fayet, maître-d'hôtel du roi Charles IX;
- Charles d'Angoulême, fils naturel de Charles IX et de Marie Touchet, dame de Belleville, né en 1573 au château du Fayet à Barraux, Grand Prieur de France, comte d'Auvergne, homme de guerre, mémorialiste.
- François de Reynold, militaire et homme politique français et suisse, né le 25 mai 1642 à Barraux et mort le 4 décembre 1722 à Versailles. Lieutenant général des armées du roi de France, il participa à de nombreuses batailles, commanda les Gardes suisses et fut membre du Conseil de la Guerre.
- Joseph Laurent de Villard dit Villard le Poète né à Barraux en 1753, officier suisse du régiment de Sonnenberg, auteur de chansons humoristiques et de poésies.
- La famille Thouvard, originaire de La Chapelle-Blanche (à présent en Savoie), vient s'établir à Barraux quand son village d'origine est rattaché au royaume du Piémont lors de la rectification de frontière qui court jusqu'au comté de Nice. Entrepreneurs de fortifications, certains deviennent banquiers à Grenoble (Alcide Thouvard), d'autres entrepreneurs de travaux publics (Musée-bibliothèque de Grenoble, sanctuaire de la Salette). De ces derniers procèdent les Thouvard qui ont dirigé durant trois quarts de siècle la papeterie de Renage et épaulé la défense de l'Église face à la montée de l'anti-christianisme (alias anti-cléricalisme) (Grande Chartreuse entre autres affaires).
- François-Paul Berthier (1772-1856), militaire français des XVIIIe et XIXe siècles.
- Jules Victor Gratier, né à Barraux en 1863, général de division, s'est illustré durant la Première Guerre mondiale.

### Héraldique
|  | Barraux possède des armoiries dont l'origine et le blasonnement exact ne sont pas disponibles. |